# Amaranth (sang)
 For alternative betydninger, se Amarant.
Amaranth er navnet på Nightwishs tredje single, iberegnet Eva, der dog kun er udgivet på nettet. Den er også på albummet Dark Passion Play der blev udgivet i 2007 med deres nye forsanger, Anette Olzon.
I musikvideoen vises temaet fra maleriet Den sårede engel af Hugo Simberg.